# Colli Euganei Fior d’Arancio
Colli Euganei Fior d’Arancio DOCG oder Fior d’Arancio Colli Euganei DOCG ist ein italienischer Weißwein, der in der Region Venetien, Italien (auch als Passito oder Schaumwein) produziert wird. Die Weine genießen seit dem 3. August 1993 den Status einer Denominazione di origine controllata (kurz DOC). Im Jahr 2011 wurde das Gebiet zu einer DOCG-Denomination (Denominazione di Origine Controllata e Garantita = „kontrollierte und garantierte Herkunftsbezeichnung“) aufgewertet. Die letzte Änderung der Produktionsvorschriften datiert vom 7. März 2014.

## Anbau
Das Anbaugebiet umfasst die folgenden Gemeinden (alle in der Provinz Padua): Arquà Petrarca, Galzignano Terme und Torreglia sowie Teile der Gemeinden Abano Terme, Montegrotto Terme, Battaglia Terme, Due Carrare, Monselice, Baone, Este, Cinto Euganeo Lozzo Atestino, Vò, Rovolon, Cervarese Santa Croce, Teolo und Selvazzano Dentro.
Im Jahr 2017 wurden 9.041 hl DOCG-Wein hergestellt.

## Erzeugung
Folgende Weintypen werden unter der Denomination hergestellt:
- Colli Euganei Fior d’Arancio oder Fior d’Arancio Colli Euganei
- Colli Euganei Fior d’Arancio oder Fior d’Arancio Colli Euganei Spumante
- Colli Euganei Fior d’Arancio oder Fior d’Arancio Colli Euganei Passito

Alle Weine müssen zu mindestens 95 % aus der Rebsorte Moscato Giallo bestehen. Höchstens 5 % andere analoge, aromatische Rebsorten, die für den Anbau in der Provinz Padua zugelassen sind, dürfen zugesetzt werden.

## Beschreibung
Laut Denomination (Auszug):

### Colli Euganei Fior d’Arancio
- Farbe: mehr oder weniger intensiv strohgelb
- Geruch: aromatisch, charakteristisch
- Geschmack: von trocken bis süß, intensiv
- Alkoholgehalt: mindestens 10,5 % Vol.-%, mit einem Rest von mindestens 4,5 % potentiellem Alkoholgehalt
- Säuregehalt: mind. 4,5 g/l
- Trockenextrakt: mind. 16,0 g/l
- Gesamtzuckergehalt: bei der Geschmacksangabe „dolce“ mindestens 50 g/l

### Colli Euganei Fior d’Arancio Spumante
- Perlage: mehr oder weniger anhaltend
- Farbe: mehr oder weniger intensiv strohgelb
- Geruch: aromatisch, charakteristisch
- Geschmack: süß, intensiv
- Alkoholgehalt: mindestens 10,5 % Vol.-%, mit einem Rest von mindestens 6,0 % potentiellem Alkoholgehalt
- Säuregehalt: mind. 5,0 g/l
- Trockenextrakt: mind. 16,0 g/l
- Gesamtzuckergehalt: mindestens 50 g/l